# XTE J1650-500
XTE J1650-500 – układ podwójny w naszej Galaktyce, w którym jednym ze składników jest czarna dziura o masie gwiazdowej. Układ został odkryty w 2001 w ramach programu Rossi X-ray Timing Explorer. Znajduje się w odległości 2,6 ± 0,7 kpc. Początkowo ogłoszono, że masa czarnej dziury wynosi ok. 3,8 ± 0,5 M☉, co czyniło ją najmniejszą ze znanych czarnych dziur. Dokładniejsze badania wykazały, że obiekt ma masę 9,7 ± 1,6 M☉.